# NGC 4780A
NGC 4780A је спирална галаксија у сазвежђу Девица која се налази на NGC листи објеката дубоког неба.
Деклинација објекта је - 8° 39' 12" а ректасцензија 12h 54m 3,1s. Привидна величина (магнитуда) објекта NGC 4780 износи 14,8 а фотографска магнитуда 15,6.